# František Kaska
František Kaska (německy Franz von Kaska, 12. února 1834 Horažďovice – 10. května 1907 Ciudad de México) byl český vojenský lékař, farmakolog a lékárník, baron, rytíř Řádu Františka Josefa, dlouhodobě působící v Mexiku, kam odcestoval jako člen výpravy habsburského císaře Maxmiliána I. Mexického v období Mexického císařství, existujícího v letech 1863 až 1867. Po zániku monarchie a popravě císaře Maxmiliána Kaska jako jeden z mála rakouských občanů v Mexiku zůstal, provozoval zde svou lékárnu a dlouhá léta pak působil jako neoficiální zdejší atašé Rakouska-Uherska.

## Život

### Mládí
Narodil se ve městě Horažďovice v Pootaví do měšťanské rodiny. Po absolutoriu základní a střední školy vystudoval farmacie na univerzitě ve Vídni, následně pak nastoupil k 19. dobrovolnickému pluku Císařské armády do St. Pöltenu jako lékárník.

### V Mexiku
Po francouzské intervenci do Mexika roku 1863 armáda Napoleona III. pod velením generála Elieho Foreye dobyla Ciudad de México a vyhlásila císařství. Maxmilián Habsburský, mladší bratr úřadujícího císaře Františka Josefa I., poté přijal nabídku koruny od mexických konzervativců žijících v evropském exilu. Kaska se svým plukem dobrovolně narukoval do Maxmilánova expedičního sboru, kde byl jmenován vrchním lékárníkem. Posléze se stal osobním lékárníkem samotného císaře. Absolvoval bojové tažení, za což byl roku 1864 vyznamenán řádem Naší Paní z Guadelupe. V Ciudad de México si zřídil lékárnu s přípravnou léků, která se záhy stala asi největší a nejlépe vybavenou ve městě. Roku 1866 obdržel od Františka Josefa I. titul rytíře Řádu Františka Josefa se šlechtickým přídomkem von. Součástí uděleného rodového erbu byla kombinace rakouských a mexických státních symbolů: rakouské dvouhlavé orlice a orlice jedohlavé nesoucí ve svých spárech hada, jako odkaz na mexický národní znak.

### Zánik císařství

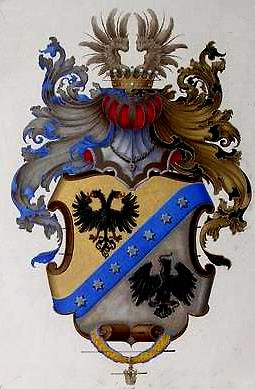
Rodový erb Františka von Kasky

Po vypuknutí povstání proti císaři opět působil v armádě, není však zcela jasné, zda byl osobně přítomen obklíčení posledních císařských jednotek i samotného císaře ve městě Santiago de Querétaro. Maxmilián byl nově ustanovenou republikánskou vládou odsouzen k smrti a popraven. Jeho tělo bylo odesláno zpět do Rakouska, spolu s ním odcházela většina Rakušanů, amnestovaná prezidentem Benitem Juarézem. Byť byl přesvědčeným monarchistou, Kaska se rozhodl v zemi zůstat, což mu bylo, díky odbornému společenskému přínosu a známostem v nejvyšších politických kruzích, umožněno.

### Politikem
V Mexiku byl pak schopen zprostředkovávat kontakt mezi vedením země a rakousko-uherskou vládou, jejichž vztahy byly od roku 1867 na bodu mrazu. Obratnou politikou si získal respekt obou stran, za svou činnost obdržel řadu vyznamenání a ocenění. Zabýval se rovněž studiem místní kultury a sběrem etnograficky cenných předmětů. Roku 1889 odcestoval do Rakouska, kde se ve Vídni v rámci dlouhé audience setkal s Františkem Josefem I., jakožto osoba blízká zemřelému bratru císaře. Několik dnů poté byl vyznamenán Řádem železné koruny II. třídy. Jakožto Společnosti Musea Království českého věnoval ve prospěch českého Národního muzea celou řadu středoamerických exponátů.
Roku 1890 se pak stal komandérem španělského Řádu Isabelly Katolické a získal titul barona. Dále mu je udělen záslužný bavorský Řád svatého Michala III. třídy, nizozemská Stříbrná medaile za vědu a umění, rakouská Jubilejní medaile z roku 1898 a mnohé další.

### Úmrtí
František Kaska zemřel v Ciudad de México 10. května 1907 ve věku 73 let. O jeho úmrtí hojně informoval také český tisk. Zemřel bezdětný.